# Isabelle Ameganvi
Isabelle Manavi Djigbodi Ameganvi, née le 3 septembre 1961 à Kpalimé (Togo), est une femme politique togolaise. Avocate de profession, elle est vice-présidente de l'Alliance nationale pour le changement (ANC), principal parti d'opposition du Togo et députée à l'Assemblée nationale.
Élue pour la première fois députée à l’Assemblée nationale du Togo en 2007 sous la bannière de l'Union des forces de changement (UFC), elle est arbitrairement exclue en 2010 à la suite de la crise qui a conduit la majorité des cadres de ce parti à créer l'Alliance nationale pour le changement (ANC). Elle est réélue députée à l’issue des élections législatives du 25 juillet 2013 et préside le groupe parlementaire ANC-ADDI à l'assemblée nationale.
Membre du Collectif «Sauvons le Togo» (CST), Isabelle Améganvi est récemment à l’initiative de deux grands événements dans le cadre de la lutte citoyenne au Togo: d’une part le mouvement très suivi de protestation des femmes, du 27 août au 2 septembre 2012, connu sous le nom de «Grève du sexe», et d’autre part, deux marches rouges des femmes togolaises le 20 septembre 2012 et le 20 décembre 2012.

## Biographie

### Famille et origine
Isabelle Manavi Djibgodi Améganvi est née le 3 septembre 1961 à Kpalimé (Togo),, sixième dans une fratrie de huit enfants.
Elle est célibataire et mère d'une jeune fille,,.

### Éducation
Isabelle Améganvi effectue ses études primaires à Lomé, à l’école évangélique de Hanoukopé puis à l’école primaire publique du Camp de la Gendarmerie. Elle fit ses études secondaires au collège Notre Dame des Apôtres, au Lycée de Tokoin de Lomé puis à Paris au lycée Jean-Baptiste-Say où elle obtint son baccalauréat en 1983.
Elle débuta ses études universitaires en Droit à l’Université Paris I, puis rentra au Togo où elle obtint la licence en Droit (options carrières judiciaires) en 1989 et la Maîtrise en Sciences juridiques en 1990 à l’université de Lomé. Elle obtint ensuite le Certificat d’aptitude au stage du Barreau en mars 1994 et prêta serment en octobre 1994 comme avocate. Elle effectua des stages de perfectionnement à l’école de formation des Barreaux de Paris et de Colmar en France,.

### Carrière professionnelle
Inscrite en février 1997 au grand tableau de l’Ordre des avocats du Togo, Isabelle Améganvi exerce comme avocate à la Cour. À titre bénévole, elle s'occupe aussi de la défense d’étudiants, de détenus politiques, de journalistes, de syndicalistes et autres militants des droits humains.

### Engagement politique
Parallèlement à ses études et à ses activités professionnelles, Isabelle Améganvi est engagée dans la vie associative et politique au Togo. Dans les années 1980 et 1990 avant l'ouverture démocratique au Togo, elle milite au sein d'associations de défense des droits de l'Homme comme le Collectif des associations de femmes, la Ligue togolaise de droits de l'Homme (LTDH), et la commission juridique de l'église évangélique presbytérienne du Togo,.
Pendant les années 1990, elle assure le secrétariat général du Collectif de l'opposition démocratique (COD I et COD II) et a participé au dispositif de la Conférence nationale dans le processus de démocratisation au Togo. Elle a ensuite participé à la création de l'Union des forces de changement (UFC) dont elle a été Secrétaire général adjoint puis troisième vice-président jusqu'en 2010, Elle lutte pour la démocratie au Togo, et subira des violences policières lors de manifestations de l'opposition.
Élue une première fois députée à l’assemblée nationale du Togo en 2007 sous la bannière de l'UFC, Isabelle Améganvi est mise à la porte en 2010 à la suite de la crise qui a conduit la majorité des cadres de ce parti à créer l'Alliance nationale pour le changement (ANC). Depuis octobre 2010, elle occupe le poste de deuxième vice-présidente de l'Alliance nationale pour le changement (ANC) depuis sa création,,
Isabelle Ameganvi est en 2012 à l'initiative, entre autres, de deux grands événements au Togo: d’une part le mouvement très suivi de protestation des femmes, du 27 août au 2 septembre 2012, connu sous le nom de grève de sexe, et d'autre part, les deux marches rouges des femmes togolaises le 20 septembre 2012 et le 20 décembre 2012,.
Les femmes du collectif Sauvons le Togo, qui regroupe neuf organisations de la société civile et sept partis et mouvements d'opposition, ont appelé le 26 août 2012 « toutes les femmes » du pays à observer une semaine de grève du sexe, pour obliger les hommes à « s'investir davantage » à leurs côtés,. Cette action avait pour objectif de réclamer le départ du président Faure Gnassingbé (au pouvoir depuis 2005), l'abrogation de nouvelles dispositions du code électoral et le report à juin 2013 des élections législatives prévues en octobre, en raison de retards dans l'organisation du scrutin,,.
Isabelle Améganvi a été de nouveau élue députée à l'issue des élections législatives du 25 juillet 2013 et a été désignée présidente du groupe parlementaire ANC-ADDI regroupant les députés élus des partis politiques membres du collectif Sauvons le Togo.